# Die sieben Todsünden
Les Sept Péchés capitaux
Pour les articles homonymes, voir Les Sept Péchés capitaux.
Die sieben Todsünden (Les Sept Péchés capitaux en français) est un ballet chanté pour cinq voix (une femme et un quatuor masculin) et orchestre, composé par Kurt Weill en 1933, sur des textes de Bertolt Brecht.
Il s'agit de la dernière œuvre de théâtre musical du musicien (postérieur, donc, à son Mahagonny et à son Opéra de quat'sous). C'est une commande d'Edward James pour les ballets de George Balanchine (la femme du dédicataire devant danser le rôle principal).
La création eut lieu le 7 juin 1933 au théâtre des Champs-Élysées sous la direction de Maurice Abravanel et reçut un accueil mitigé, avec notamment un jugement sévère de Serge Lifar. La voix féminine était tenue par Lotte Lenya, la femme du compositeur.
Le ballet est composé d'un prologue, de sept tableaux et d'un épilogue. Le prétexte en est les tentatives d'une jeune femme, Anna (qui danse le ballet), pour faire fortune dans différentes villes des États-Unis. Anna est secondée par sa sœur (qui n'apparaît qu'en tant que voix chantée soprano), en fait symbolisant la bonne conscience de la pécheresse mais qui ferme les yeux sur les péchés principaux de sa soeur, tels que la prostitution, le vol ou le chantage. Le quatuor masculin (deux ténors, un baryton, une basse) représente le milieu familial et est traité sur le mode parodique. L'ensemble peut se voir comme une critique de la religion et du système capitaliste.
L'exécution demande un peu plus d'une demi-heure.
- Prologue
- La Paresse (Allegro vivace)
- L'Orgueil (Allegretto, quasi andantino)
- La Colère (Molto agitato)
- La Gourmandise (Largo)
- La Luxure (Moderato)
- L'Avarice (Allegro giusto)
- L'Envie (Allegro non troppo : alla Marcia, un poco tenuto)
- Épilogue.

## Discographie
- The Seven Deadly Sins par Marianne Faithfull, édition originale 1998, réédition en 2004
- Die sieben Todsünden par Milva, édition originale 1982, réédition en CD au Japon.

## Comment on montre que l'orgueil engendre d'autres péchés.
1. ↑  Louis Oster, Jean Vermeil, Guide raisonné et déraisonnable de l'opérette et de la comédie musicale, Fayard, 2008, p. 46.